# デュポン
デュポン（Du Pont）は、アメリカ合衆国・デラウェア州・ウィルミントンに本社を置く化学メーカー。正式社名はデュポン・ド・ヌムール（DuPont de Nemours, Inc.）。日本法人はデュポン ジャパン株式会社。ニューヨーク証券取引所上場企業（NYSE: DD）。
規模はアメリカで第4位（世界最大はBASF）。石油会社を除けば時価総額ベースでは世界で四番目に大きい化学会社である。メロン財閥、ロックフェラー財閥と並ぶアメリカの三大財閥と称されることもある。後者とは閨閥である（Du Pont family）。第一次世界大戦・第二次世界大戦では火薬や爆弾を供給し莫大な利益を得て「死の商人」と呼ばれたが、マンハッタン計画に参加した際は「死の商人」と呼ばれる事を嫌い金銭は受け取らず、ワシントン州ハンフォード・サイト、テネシー州のオークリッジ国立研究所でウラニウムの分離・精製やプルトニウムを製造して原子爆弾の開発に貢献をするなどしてアメリカの戦争を支えた。

## 沿革

### 兵器産業

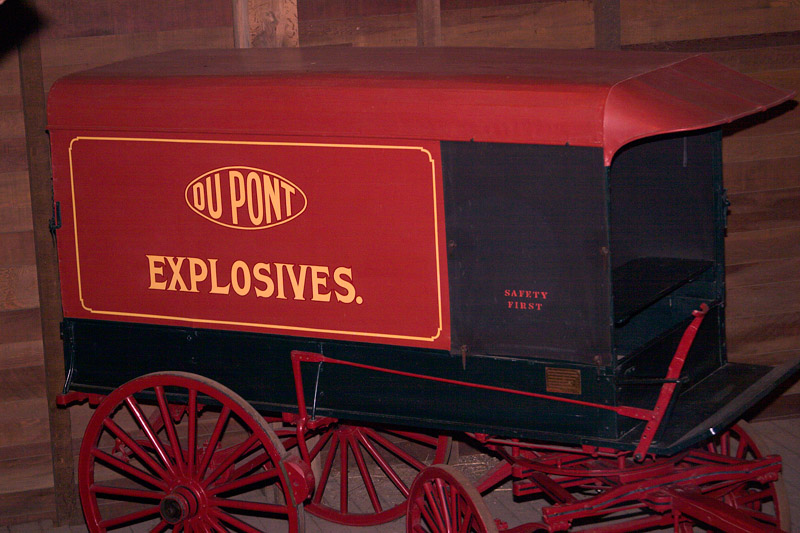
火薬を製造していた当時の運搬車。右方に小さな赤文字で「SAFETY FIRST」（安全第一）と書かれている。現在もSafety（安全）、Health（健康）、Environment（環境）、Ethics（企業倫理）を企業理念としている。

創業者はパリ生まれのフランス系アメリカ人のエルテール・イレネー・デュポン（1771年 - 1834年）である。エルテールの祖父はユグノー派（フランス・プロテスタント）の時計職人で、父は経済学者で政府の官僚にもなったピエール＝サミュエル・デュ・ポン・ド・ヌムール（Pierre Samuel du Pont de Nemours）であった。
フランス革命を避けて（エミグレ）、1799年に一家でアメリカに移住したエルテールは、アントワーヌ・ラヴォアジエに師事し化学知識があり、黒色火薬工場としてデュポン社を設立した。
当時、アメリカで生産されていた黒色火薬は極めて粗悪であったため、ビジネスは成功した。徹底的な品質管理と安全対策、そして高品質によりアメリカ合衆国連邦政府の信頼を勝ち取り、南北戦争で巨利を得た。
20世紀までには、ダイナマイトや無煙火薬などを独占して製造するようになった。

### 戦間期の技術開発
デュポン家は草創期の自動車産業に着目し、1914年にはピエール・デュポンがゼネラルモーターズ（GM）に出資した。後に彼は社長に就任し、彼の指揮とデュポン社の支援の下、ゼネラルモーターズは全米一の自動車会社へと成長した。GM支援とは別に、1919年から1931年にかけては自社でも自動車を製作した。エンジンは主にコンチネンタル社製を使用した。
1920年代以降は化学分野に力を注ぎ、1928年には重合体（ポリマー）の研究のためにウォーレス・カロザースを雇い、彼のもとで合成ゴムやナイロンなどが発明された。さらにテフロンなどの合成繊維、合成樹脂や農薬、塗料なども研究・開発し取り扱うようになった。一方、第一次世界大戦の賠償として接収ずみのデグサNYを1930年から2年ほどかけて買収した。軍事火薬生産も盛んで、1934年からナイ委員会の調査対象となった。陸軍の割当を受ける当時の独占率は97％もあった。世界恐慌の前後インペリアル・ケミカル・インダストリーズとカルテルを数回締結したが、1929年の協定はIGファルベンの参加を構想していた。

### 戦後の多角経営
1957年、デュポン社が反トラスト法の適用を受けてGM株を放出した。その後、デュポン社は化学製品の開発を通じてアポロ計画の成功にも寄与した。1981年、大手石油会社コノコを100％子会社にしたが、1999年に売却した（現コノコフィリップス）。近年はナイロン事業や医薬品事業などを売却する一方、農業科学・栄養健康・産業用バイオサイエンスなどの高成長分野に注力しており、モンサント社・シンジェンタ社と並ぶ大手種子会社としての顔を持っている。デュポン社の製品は環境問題となったことがある。例えばテフロン製造に伴い使用されるペルフルオロオクタン酸（C-8）の健康への危険性（発がん性など）を隠して作業員などに健康被害を起こしたことで合衆国の環境保護庁（EPA）に訴訟を起こされた。また、ゼネラルモーターズとともにフロン類（クロロフルオロカーボン、CFC）の発明・製造を行い、長年にわたって市場シェアの多くを占めてきた。オゾン層破壊と温室効果が問題になった1980年代末になってデュポンはCFCの製造販売からの段階的退出を表明したが、1990年代半ばまで製造を続けていた。その後はハイドロクロロフルオロカーボン（HCFC）、ハイドロフルオロカーボン（HFC）などの代替フロン開発を進めCFCからの置き換えのリーダーシップをとっているが、HCFCやHFCにも高い温室効果があることが問題視されている。

### 事業再編
2015年12月11日、ダウ・ケミカル社との対等合併を発表し、2017年9月、両社は「ダウ・デュポン」（DowDuPont, Inc.）として経営統合された。ダウ・デュポンの会長はダウ・ケミカルのAndrew N. Liverisが、CEOはデュポンのEdward D. Breenが務めた。この経営統合は両社の事業を、特殊化学品会社、素材科学会社、農業関連会社の3つの会社へ再編することを目的として行われ、2019年4月1日にまず素材科学会社がダウ（Dow, Inc.）として分離、同年6月3日に農業関連会社がコルテバ（Corteva, Inc.）として分離し、コルテバ分離の時点でダウ・デュポンは「デュポン」（DuPont de Nemours, Inc.）へと改名し、新たなスタートを切った。経営統合以前のデュポンの正式社名は「E. I. du Pont de Nemours and Company」であり、事業再編後の正式社名は再編前と異なる。なおこの間、日本法人の名称は「デュポン株式会社」で変更されていない。

## 開発・生産拠点（日本法人であるデュポン ジャパン株式会社）
- デュポン中央技術研究所（栃木県宇都宮市）

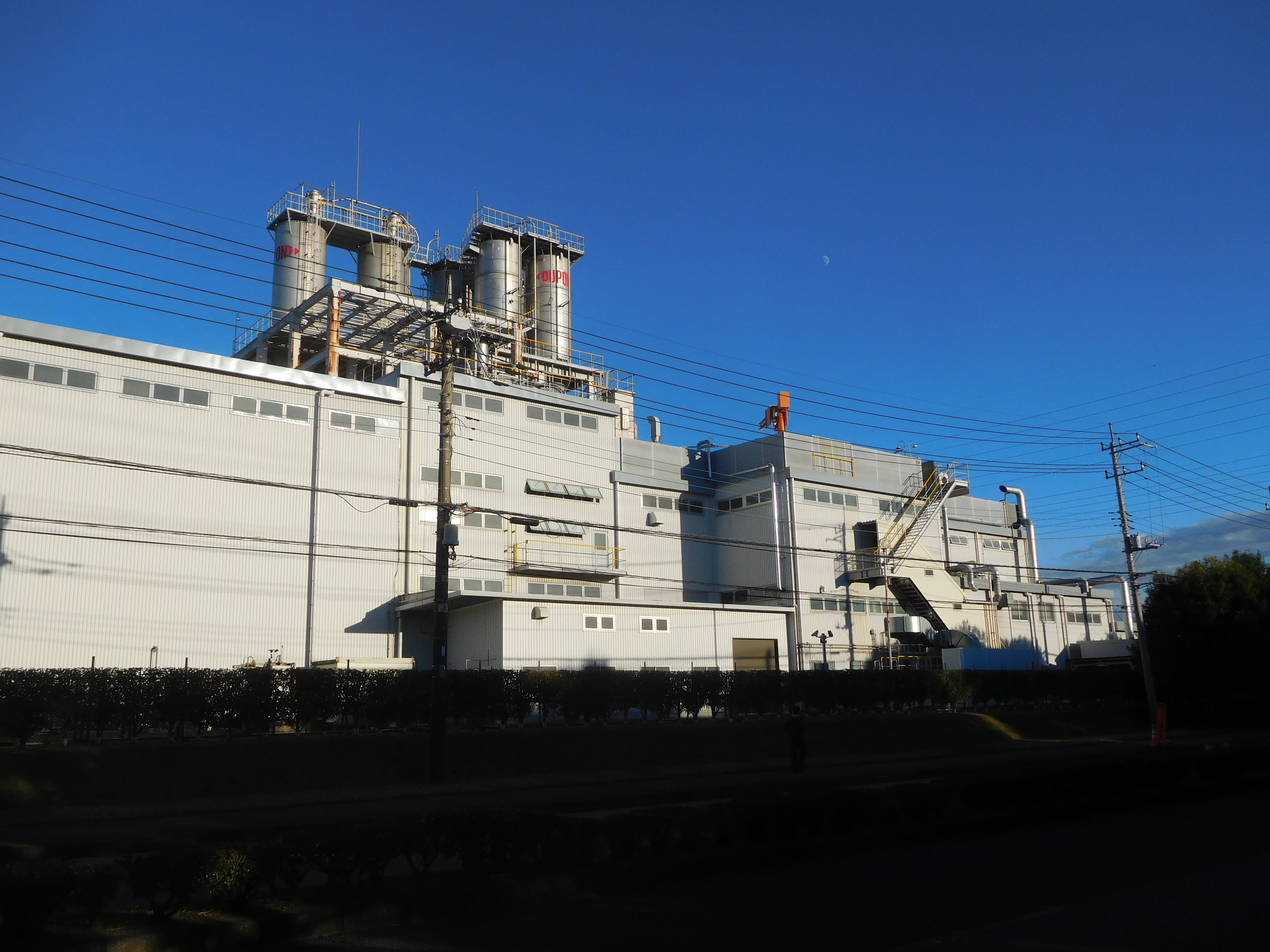
デュポン宇都宮事業所

  - 当初1987年、横浜に開設されたが1998年に栃木県宇都宮市に移転し、規模を拡充[16]。
- デュポンエレクトロニクスセンター（神奈川県川崎市）
- 宇都宮事業所
- 川崎工場[17]

## 関連会社（日本法人であるデュポン ジャパン株式会社）

### グループ会社
- デュポン・スペシャルティ・プロダクツ株式会社
- DDPスペシャルティ・プロダクツ・ジャパン株式会社
- ローム・アンド・ハース株式会社

### グループ合弁会社
- 東レ・デュポン株式会社
- デュポン・東レ・スペシャルティ・マテリアル株式会社
- デュポン・スタイロ株式会社
- ニッタ・デュポン株式会社
- デュポン・MCC株式会社
- デュポン 帝人 アドバンスド ペーパー株式会社
- 旭・デュポン フラッシュスパン プロダクツ株式会社
- HDマイクロシステムズ株式会社
- デュポン日本製紙パピリア合同会社

## 主な商標
- クールマックス
- ダクロン
- サーマスタット
- カルレッツ
- ケブラー
- テトロン
- ネオプレン
- バイトン
- テフロン
- タイベック

- ザイテル
- ミンロン
- クラスティン
- ライナイト
- デルリン
- ベイマック
- エルバマイド
- シーラー
- モリコート
- TPSiV

- ハイトレル
- テドラー
- カプトン（英語版）（ポリイミド）

## その他
- 1965年8月25日 - ケンタッキー州ルイビル市の化学工場が爆発。死者・行方不明者10人[18]。